# 香山良太
香山 良太（かやま りょうた、1991年4月6日 - ）は、日本の元ラグビーユニオン選手。

## プロフィール
- 福岡県出身[1]。
- ポジションはスクラムハーフ(SH)。
- 身長 167cm、体重 78kg
- ニックネームはヤーマン。
- U20日本代表候補に選ばれたことがある[2]。

## 略歴
5歳から中鶴少年ラグビークラブでラグビーを始めた。
2010年、東福岡高校卒業後、青山学院大学に入学する。なお東福岡高校時代、高校日本代表に選ばれたことがある。
2013年、青山学院大学ラグビー部の主将に就任した。
2015年、青山学院大学卒業後、Honda Heatに加入。同年12月6日に行われたジャパンラグビートップリーグ第4節のサントリーサンゴリアス戦に途中出場で公式戦初出場を果たす。
2020年、現役を引退した。